# Hitrostno drsanje na Zimskih olimpijskih igrah 1976
Hitrostno drsanje na Zimskih olimpijskih igrah 1976.

## Dobitniki medalj

### Moški
| Tekma   | Zlato             | Srebro          | Bron            |
| 500 m   | Jevgenij Kulikov  | Valerij Muratov | Dan Immerfall   |
| 1000 m  | Peter Mueller     | Jørn Didriksen  | Valerij Muratov |
| 1500 m  | Jan Egil Storholt | Jurij Kondakov  | Hans van Helden |
| 5000 m  | Sten Stensen      | Piet Kleine     | Hans van Helden |
| 10000 m | Piet Kleine       | Sten Stensen    | Hans van Helden |

### Ženske
| Tekma  | Zlato                     | Srebro             | Bron                      |
| 500 m  | Sheila Young              | Cathy Priestner    | Tatjana Borisovna Averina |
| 1000 m | Tatjana Borisovna Averina | Leah Poulos        | Sheila Young              |
| 1500 m | Sheila Young              | Galina Stepanskaja | Tatjana Borisovna Averina |
| 3000 m | Tatjana Borisovna Averina | Andrea Ehrig       | Lisbeth Korsmo            |